# Nonagria obsoleta
Nonagria obsoleta är en fjärilsart som beskrevs av Abel Dufrane 1932. Nonagria obsoleta ingår i släktet Nonagria och familjen nattflyn. Inga underarter finns listade i Catalogue of Life.